# Olga Kotková
Olga Kotková (* 20. ledna 1967, Praha) je historička umění zaměřená na nizozemské a německé malířství a sochařství 15.–16. stol., kurátorka a od roku 2022 ředitelka Sbírky starého umění Národní galerie v Praze.

## Život
Po absolvování čtyřletého gymnázia v Praze 3 (1985) Olga Kotková studovala dějiny umění a estetiku na Filozofické fakultě Univerzity Karlovy (prof. Jaromír Homolka). Magisterskou diplomovou práci Ukřižovaný v českém pozdně gotickém sochařství (1989) obhájila roku 1990 jako doktorskou dizertaci (PhDr.). Absolvovala postgraduální studium na Pedagogické fakultě Univerzity Karlovy v Praze, které zakončila roku 2013 obhajobou titulu Ph.D.
V letech 1989–1990 absolvovala odbornou stáž na Ústavu teorie a dějin umění ČSAV v Praze. Od roku 1990 pracuje jako kurátorka Sbírky starého umění Národní galerie v Praze. Absolvovala studijní pobyty v Amsterdamu (Amsterdam Summer University: Current Trends in the Study of 17th-Century Dutch Art, 1995), Bloomingtonu, USA (Indiana Summer University: Using Infrared Reflectography in Detroit Institute of Arts, 1996) a v Královských sbírkách ve Windsoru (Royal Collection, GB , 2002). V letech 1997–1998 pobývala ve Wassenaaru (Nizozemsko) jako Mellon Research Fellow v Netherlands Institute for Advanced Study in the Humanities and Social Sciences (NIAS). Od roku 1998 je členkou mezinárodního sdružení kurátorů holandského a vlámského umění CODART.
Je ředitelkou Sbírky starého umění Národní galerie.

## Dílo
Jako historička umění se zaměřila na německé, rakouské a nizozemské malířství a sochařství 15.–16. století, rudolfínské malířství, vlámské malířství 17. století. Je řešitelkou či spoluřešitelkou grantových a výzkumných projektů: Umělecká výměna v regionu Krušnohoří mezi gotikou a renesancí – program aplikovaného výzkumu a vývoje národní a kulturní identity (NAKI), Západoevropské a středoevropské sochařství 13.–16. století ve sbírkách Národní galerie v Praze a ve veřejných sbírkách České republiky (GA ČR), German and Austrian Painting of the 14th–16th Centuries from the Collections of the National Gallery in Prague (GA ČR); Nizozemské malířství ze sbírek Národní galerie v Praze 1480–1600, Netherlandish Painting 1480–1600 from the Collections of the National Gallery in Prague (GA ČR) a zabývá se technologickým průzkumem malířských děl (grant MK ČR).
Je autorkou hesel pro Novou encyklopedii českého výtvarného umění (1995). Přispěla články do souborných publikací a sborníků sympozií Le dessin sous-jacent et la technologie dans la peinture 11 (1997), Gotika v západních Čechách (sborník sympozia, 1998), Le dessin sous-jacent et la technologie dans la peinture. La Peinture dans les Pays-Bas au 16e siècle (Leuven 1999), Le dessin sous-jacent et la technologie dans la peinture. La Peinture et le laboratoire (Leuven 2001), Bouts Studies. Proceeding of the International Colloquium (2001), 100 děl z Národní galerie v Praze (2006), Artemis a Dr. Faust: Ženy v českých a slovenských dějinách umění (2008), Láska, touha, vášeň. Milostné náměty v umění 15.–19. století (2008), Tance a slavnosti 16.–8. století (2008), Sochařství za vlády Jagellonců (2012), Obrazy krásy a spásy: Gotika v jihozápadních Čechách (2013), Ad gloriam Dei: 130 let Diecézního muzea v Litoměřicích a 20 let jeho obnovené existence (2015), Vincenz Pilz (2017).
Publikuje v odborných časopisech Umění / Art, Bulletin of the National Gallery in Prague, Dějiny a současnost, Ateliér, The Burlington Magazine, Studia Rudolphina.

### Kurátor výstav (výběr)
- 1991/1992 Pozdní gotika – Z pokladů litoměřické diecéze I, Severočeská galerie vátvarného umění v Litoměřicích, Šternberský palác, Praha
- 1993/1994 Apoštolové z Újezda sv. Kříže, Klášter sv. Anežky České, Praha
- 1994 Hieronymus Bosch: Dvanáctiletý Ježíš v chrámu. Originál? Replika? Kopie?, Šternberský palác, Praha
- 1995 Ze sbírek bývalého Kondakovova institutu, Klášter sv. Anežky České, Praha
- 2009–2015 Mistrovská díla z kolowratské obrazárny v Rychnově nad Kněžnou, Šternberský palác, Praha
- 2010/2011 Roelandt Savery: Malíř ve službách císaře Rudolfa II. / A Painter in the Services of Emperor Rudolf II, Schwarzenberský palác, Praha
- 2016/2017 Cranach ze všech stran, Šternberský palác, Praha
- 2019 Čechy-Sasko: Jak blízko, tak daleko, Šternberský palác, Praha
- 2019/2020 Živá spojení: Lucas Cranach a severozápadní Čechy, Diecézní muzeum v Litoměřicích
- 2020 Staří mistři II, Šternberský palác, Praha
- 2021/2022 Falza? Falza!, Šternberský palác, Praha
- 2022/2023 Sochy z hlíny: Terakoty italských mistrů 15.⁠–⁠18. století ze sbírek Národní galerie Praha, Schwarzenberský palác, Praha, Šternberský palác, Praha